# Сакко, Бруно
Бруно Сакко (итал. Bruno Sacco; 12 ноября 1933, Удине, Италия — 19 сентября 2024, Зиндельфинген) — итальянский автомобильный дизайнер, главный дизайнер компании Daimler-Benz (ныне Mercedes-Benz Group AG) с 1975 по 1999 год. Считается одним из величайших дизайнеров в истории автомобилестроения. Член международного и Европейского автомобильных залов славы, а также номинант на звание автомобильного дизайнера века.

## Биография
Бруно Сакко родился в семье военного в 1933 году в небольшом городке Удине на севере Италии. После школы поступил в Туринский политехнический университет, где учился на инженера. Уже во время учёбы работал в компании «Ghia», затем в дизайнерском ателье «Pininfarina». Решение профессионально заниматься дизайном автомобилей пришло к нему спонтанно. Согласно его автобиографии, в 1951 году направляясь на теннисные корты, молодой Бруно увидел проносящийся мимо великолепный синий Studebaker Commander Regal (работы Раймонда Лоеви). Образ этой машины не выходил из головы Сакко, и он твёрдо решил, что будет великим автомобильным дизайнером.
В 1958 году Сакко устроился в качестве дизайнера и инженера в немецкую компанию Daimler-Benz , в первом за историю марки отдельном департаменте стиля в небольшом городке Зиндельфинген, близ Штутгарта. Там он работал под руководством таких мастеров, как Карл Вилферт, Фридерик Гайгер и Бела Барени. Надолго задерживаться в Германии Бруно не планировал, но жизнь внесла свои коррективы: сначала появилась жена-немка Паулина, а чуть позже у них родилась дочь.

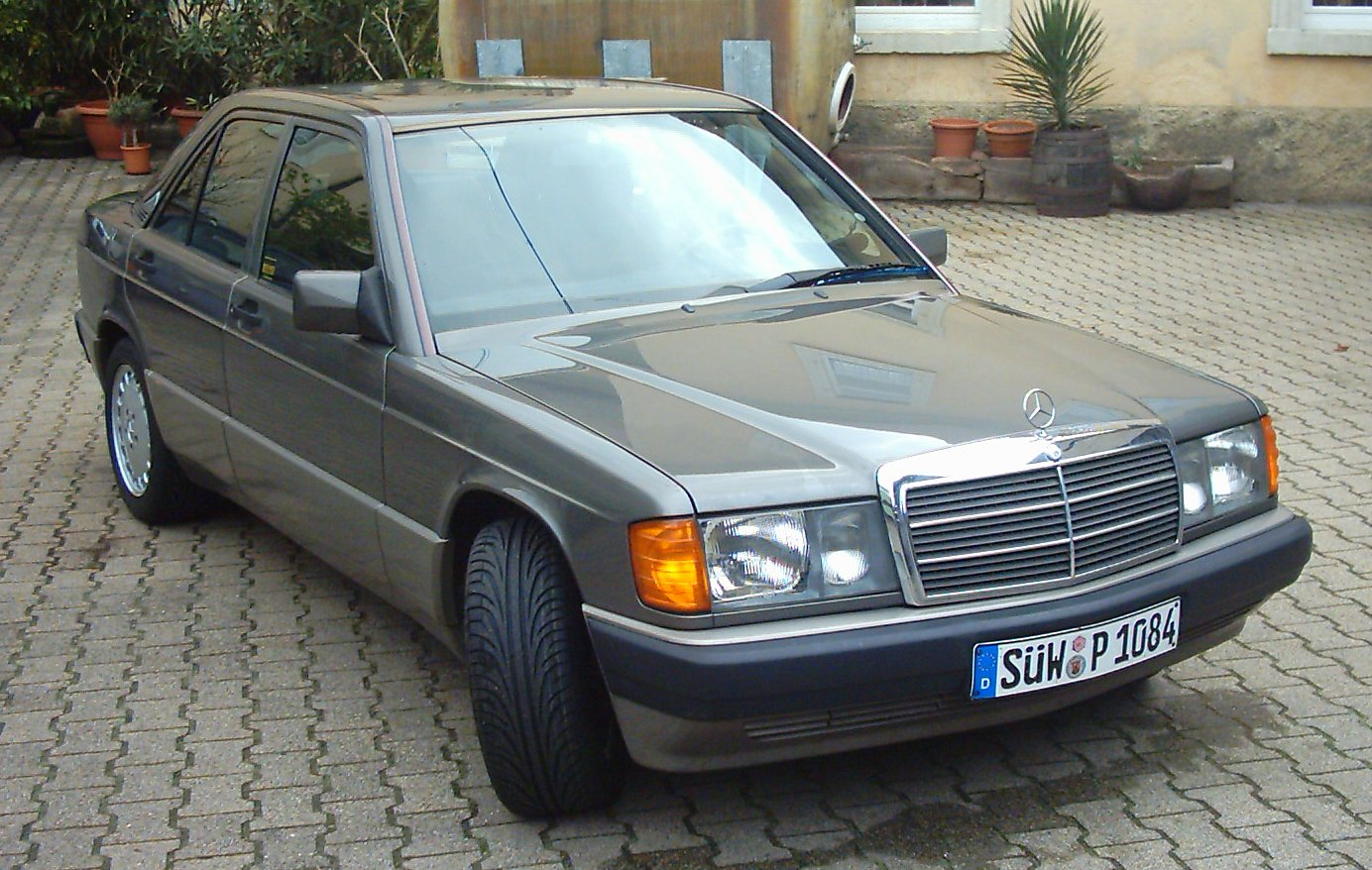
Mercedes-Benz W201, дизайн которого проектировал Бруно Сакко

Первые дизайнерские «шаги» в компании Mercedes-Benz Бруно делал, разрабатывая такие эпохальные модели, как седан Mercedes-Benz 600, кабриолет 230 SL и ряд знаменитых экспериментальных тестовых спорткаров Mercedes-Benz C111. В 1970 году Сакко был назначен руководителем отдела дизайна, а уже в 1975 году сменил на посту директора центра стиля Фридриха Гайгера. С тех пор все легковые модели Mercedes-Benz, начиная с серии W123, создавались под руководством Бруно Сакко. Под руководством и при его непосредственном участии были разработаны автомобили S-класса (1979, 1991 и 1998), модель 190 (1982), 300/500 SL Roadsters (1989), а также C и E-класс (1993/1995), SLK-класс (1996) и A-класс (1997).
Одна из самых удачных работ Бруно Сакко — знаменитый S-класс с кузовом W126, который стал эталоном престижности и стиля. Талантливый дизайнер был верен немецкой марке и всеми силами пытался в каждой модели сохранять традиции формы, что, впрочем, не мешало радовать фанатов передовыми решениями. Чего стоят хотя бы «мини-революции»: A-класс, M-класс, «глазастый» E-класс.
В марте 1999 года Бруно Сакко оставил пост главного дизайнера фирмы, передав бразды правления Петеру Пфайферу.
Mercedes-Benz всегда должен выглядеть как Mercedes-Benz.Бруно Сакко
Умер в Зиндельфингене 19 сентября 2024 года в возрасте 90 лет.

## Награды
За свою богатую карьеру Бруно Сакко стал обладателем большого числа различных наград и почестей. Его работа и вклад в дизайн автомобилей были признаны автомобильным журналом «Designer’s Designer» (1996). Кроме того, он был удостоен премий «EyesOn Design Lifetime Achievement Award» (1997) и «Raymond Loewy Foundation’s Lucky Strike Designer Award» (1997). Сакко стал одним из 25 лиц, включённых в список «Дизайнеров автомобилей века» в 1999 году, и был внесён в Автомобильный зал славы в 2006 году и Европейский Зал автомобильной славы в 2007 году.
На родине Сакко был удостоен ордена «За заслуги перед Итальянской Республикой» в 1991 году, и получил почётную докторскую степень от Университета Удине в 2002 году.